# 马波 (1964年)
馬波（1964年10月—），男，土家族，重庆市石柱县人，1986年5月加入中国共产党，1982年8月参加工作。中华人民共和国政治人物。曾任中共乐山市委书记，现任四川省政协党组成员、秘书长，机关党组书记。

## 人物经历
馬波早年在四川省豐都師範學校就读，毕业后回到家乡石柱縣（今属重庆市），成为石柱中學的一名教师，其后历任学校政教處主任、團委書記。1988年，步入政坛，先后在中共石柱縣委辦公室、四川省黔江地區行署辦公室、四川省人民政府辦公廳任职，期间也曾在中共四川省委党校、四川大学历史文化学院深造。2003年8月，外放出任中共达州市委常委、常务副市长:203，以后升任中共达州市委副书记:126。
2005年11月，他回到成都市，出任中共四川省委副秘书长，2006年7月获拔擢为正厅级干部，并于2015年起兼任四川省委办公厅主任、新闻发言人。2016年8月，馬波再度外放地方，接替杨松柏担任中共内江市委书记，并于2017年5月27日当选为中共十九大代表。2021年4月，他来到乐山市，接替已升任四川省人大常委会副主任的彭琳担任中共乐山市委书记，并于翌年当选为中共二十大代表。2024年1月26日，他当选为四川省人大常委会委员，同年7月，不再担任中共乐山市委书记。2025年1月，当选为四川省政协秘书长。